# Sutter Creek (Califórnia)
Sutter Creek é uma cidade localizada no estado norte-americano da Califórnia, no condado de Amador. Foi incorporada em 11 de fevereiro de 1913.

## Geografia
De acordo com o United States Census Bureau, a cidade tem uma área de 6,6 km², onde todos os 6,6 km² estão cobertos por terra.

## Demografia
Segundo o censo nacional de 2010, a sua população é de 2 501 habitantes e sua densidade populacional é de 377,20 hab/km². Possui 1 367 residências, que resulta em uma densidade de 206,17 residências/km².

## Lista de marcos
A relação a seguir lista as entradas do Registro Nacional de Lugares Históricos em Sutter Creek.
- Knight's Foundry and Shops
- Sutter Creek Grammar School